# Araneus viridisomus
Araneus viridisomus este o specie de păianjeni din genul Araneus, familia Araneidae. A fost descrisă pentru prima dată de Gravely în anul 1921. Conform Catalogue of Life specia Araneus viridisomus nu are subspecii cunoscute.